# 유몽인 위성공신 교서
유몽인 위성공신 교서(柳夢寅 衛聖功臣 敎書)는 대한민국 전라남도 고흥군에 있는 조선시대의 국왕문서이다. 1991년 7월 19일 운곡사소장광해군교서(雲谷寺所藏光海君敎書)라는 이름으로 전라남도의 유형문화재 제180호로 지정되었다가, 2000년 12월 22일 대한민국의 보물 제1304호로 승격되었다.

## 개요
조선 광해군 5년(1613) 3월에 임진왜란 때 왕세자인 광해군을 호종(扈從)한 공으로 영양군(瀛陽君) 유몽인에게 위성공신(衛聖功臣) 3등을 내린 상훈교서(賞勳敎書)이다.
이 교서는 '교갈충진성위성공신 가의대부 한성부좌윤 영양군 유몽인서(敎竭忠盡誠衛聖功臣 嘉義大夫 漢城府左尹 瀛陽君 柳夢寅書)'란 제목 아래에 5개 문단으로 구성되어 있는데 내용을 보면,
첫째, 공신의 공적사례(功績事例)로 유몽인의 충심, 인품, 문예 그리고 역관사실(歷官事實)을 서술하고 이어서 임진왜란 때 분조(分朝)에서 호종하여 진충(盡忠)한 공을 찬양하고 있다.
둘째, 공신의 상전(賞典)으로 위성공신 3등인 유몽인에게 내려지는 특전 및 상사(賞賜)를 구체적으로 적고 있다. 유몽인에게는 영정을 그려［도형(圖形)］후세에 전하고, 초일계작(超一階爵)하며, 부·모·처·자도 초일계작하고, 적장(嫡長)은 세습(世襲)하고 영세토록 사유(赦宥)의 특전을 받으며 반당(伴당) 6인, 노비 3구, 구사(丘史) 3명, 전 20결, 은자(銀子) 5량, 표리(表裏) 1단(段,옷감), 내구마(內廐馬) 1필을 상사(賞賜)하고 있다.
셋째, 공신과의 서맹(誓盟)으로 태산이 숫돌처럼 작아지고 황하(黃河)가 띠처럼 가늘어지더라도 맹약(盟約)이 변하지 않을 것임을 다짐하고 있다.
넷째, 위성공신의 명단으로 1등에 최흥원(崔興源) 등 10인, 2등에 이헌국(李憲國) 등 17인, 3등에 이순인(李純仁) 등 53인 총 80인이고 유몽인은 3등 19번째 기록되어 있다. 다섯째, 사실증명으로 '만역사십일년삼월일(萬曆四十一年三月日)'이라 하여 상훈교서의 발급년월을 적고 그 위에 「시명지보(施命之寶)」란 새보(璽寶)를 찍어 시실을 증명하고 있다.
이 교서는 조선조 공신연구 및 임란사 연구에 중요한 자료인 동시에 설화문학의 대가인 유몽인의 전기자료로 문화재적 가치가 높다.

## 같이 보기
- 유몽인

## 참고 자료
- 유몽인 위성공신 교서 - 국가유산청 국가유산포털
- 운곡사소장광해군교서 당시 안내 - 국가유산청 국가유산포털